# VLCAD-brist
VLCAD-brist (Very long-chain acyl-CoA dehydrogenase (VLCAD) deficiency) är ett tillstånd där vissa fetter inte kan konverteras till energi. I världen så är det 1/30 000 som råkar ut för tillståndet och i Sverige är det 3 till 4 barn som föds med VLCAD varje år. Problem associerade med detta tillstånd är brist på energi, muskel förminskning, problem med levern och livshotande hjärtproblem. Symptomen är dock mindre ifall sjukdomen påträffas vid vuxen ålder.
VLCAD-brist inträffar på grund av att man har en brist på enzymet VLCAD. Ärftlighetsmönstret är ett autosomalt recessivt mönster vilket innebär att båda kopiorna av genen i varje cell har mutationen. Detta tillstånd klassas som en monogen recessiv sjukdom eftersom det endast är en specifik genvariant som är ansvarig för symptomen.
Genen som producerar enzymet kallas ACADVL. Den befinner sig på kromosom 17, befinner sig på position 13,1 på p-armen, har 20 exon och 39 transkript.                                                                                                         Det finns många muterade varianter av ACADVL genen som resulterar i VLCAD.
Ett exempel på en sådan variant är ACADVL, 3-BP DEL, NT895. Mutationen innebar en deletion av nukleotiderna 895-897 vilket resulterar i en deletion av lys299 och är tillräckligt för att erhålla tillståndet.
Metodiken som används för att diagnotisera tillståndet görs genom acylcarnitine analys. Man tar plasma eller en torkad blod fläck och använder sig av tandem mass spektometri för att mäta c4-c20 acylcarnitine-esters med raka kedjor, 3-hydroxy-acylcarnitine-esters och omättade acylcarnitine-esters.                                                                                              I VLCAD-brist är det främst acylcarnitine nivåerna på  C14:1, C14:2, C14 och C12:1.
Där C14:1 avser antalet kol i kolkedjan (vilket är 14 i detta fall) och graden av mättnad, där 0 betyder mättad, 1 är enkelomättat (som i detta exempel) och 2 är dubbelomättat.
På en spädbarns-screening/PKU kan man analysera acylcarnitine nivåerna i blodet och om acylcarnitine nivåerna överstiger 1 mmol/L på C14:1 så är risken mycket hög för att man har VLCAD-brist.